# Ceratrimeria harrisi
Ceratrimeria harrisi är en urinsektsart som beskrevs av John Tenison Salmon 1942. Ceratrimeria harrisi ingår i släktet Ceratrimeria och familjen Neanuridae. Inga underarter finns listade i Catalogue of Life.